# Лалбагх

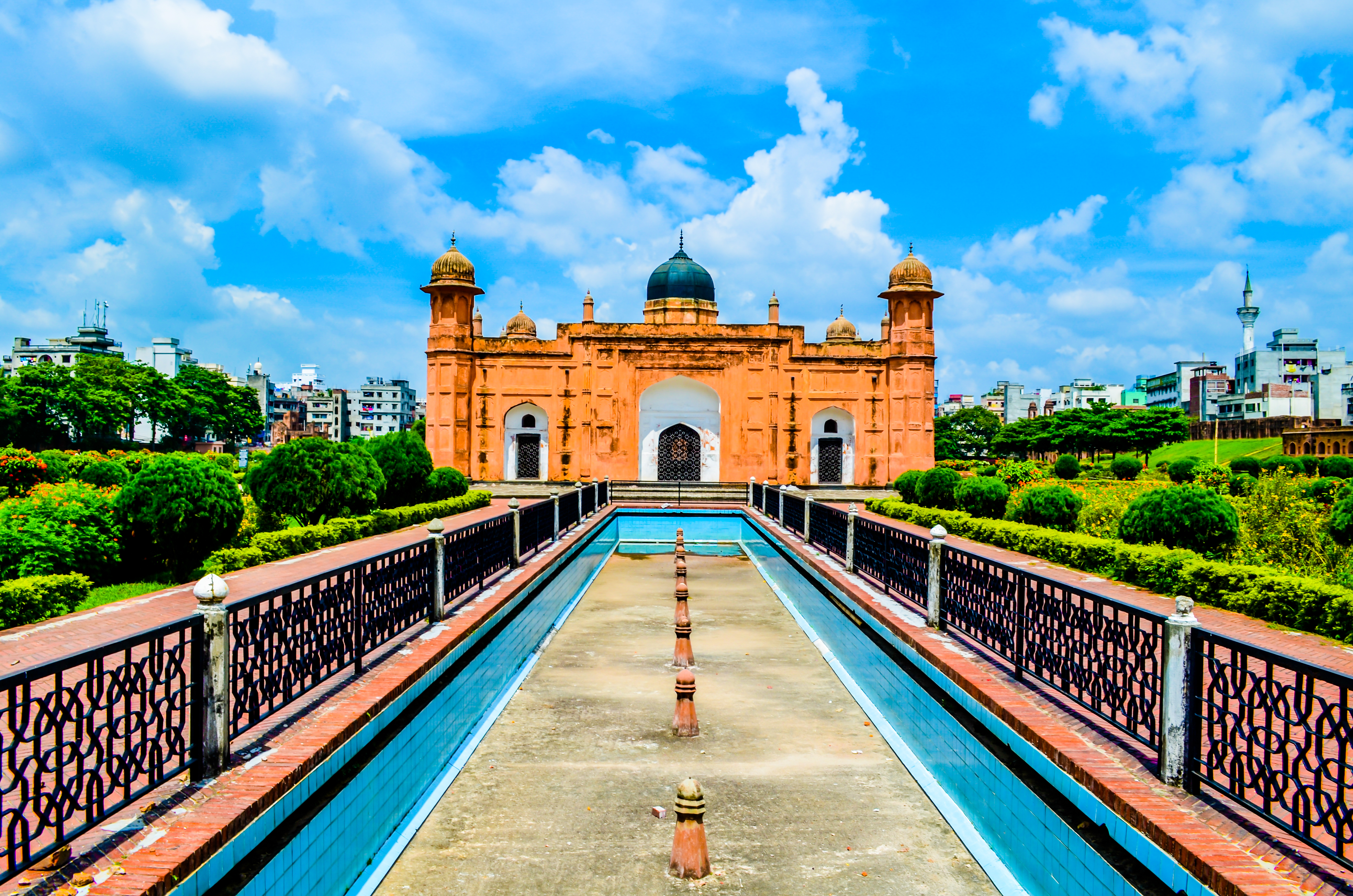
Фасад крепости

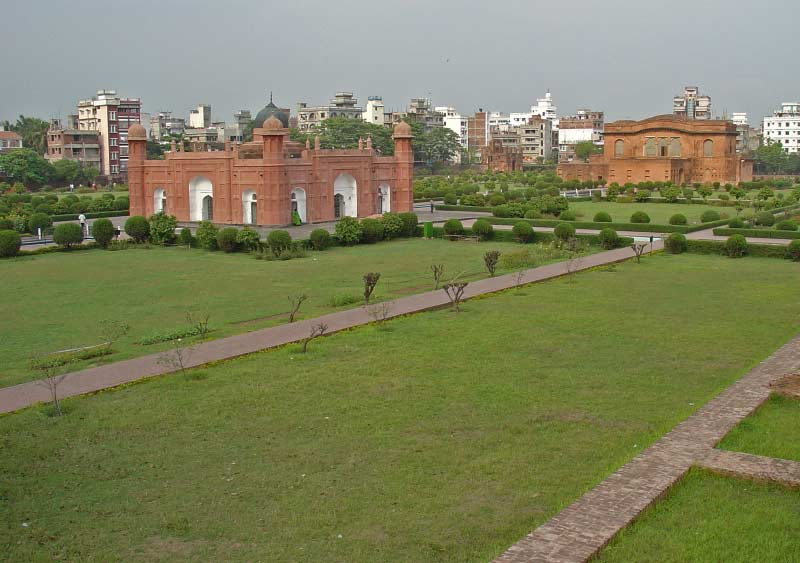
Обзорный вид на Лалбагх

Лалбагх (англ. Lalbagh ; бенг. লালবাগ দূর্গ) — укреплённая крепость в Дакке, столице государства Бангладеш. Строительство Лалбагха началось в 1678 году шахзаде Султан Мухаммадом Азамом, сыном могольского падишаха Аурангзеба.

## История
Крепость находится в северо-западной части Дакки на берегу реки Буриганга. Шахзаде Султан Мухаммад Азам начал строительство, когда находился в должности субадара Бенгалии. Шаиста-хан, дядя падишаха Аурангзеба, возглавил строительство объекта после того как сменил Мухаммада Азама в должности субадара. Считается, что преждевременная смерть его любимой дочери Пари Биби вызвала приостановку строительства. Она была обручена с шахзаде Мухаммадом Азамом.
Крепость имеет прямоугольную форму и охватывает площадь 1082х800 метров. По периметру расположены восьмиугольные башни. Монументальные ворота на юго-востоке и северо-западе находятся на расстоянии 800 метров друг от друга.
Здание построено в архитектурном стиле Великих Моголов. Изначально крепость должна была иметь три этажа, но строительство третьего этажа было прекращено после смерти дочери субадара Шаиста-хана.